# Rüdiger Safranski

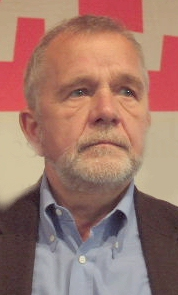
Rüdiger Safranski

Rüdiger Safranski (Rottweil, toen Württemberg nu Baden-Württemberg, 1 januari 1945) is een Duits filosoof en auteur.
Safranski studeerde filosofie, germanistiek, geschiedenis en kunstgeschiedenis. Hij promoveerde in 1976 in Berlijn op een studie over de ontwikkeling van de arbeidersliteratuur in de Bondsrepubliek (Studien zur Entwicklung der Arbeiterliteratur in der Bundesrepublik).
In de periode van januari 2002 tot mei 2012 was Safranski samen met de filosoof Peter Sloterdijk de vaste presentator van het televisieprogramma Das Philosophische Quartett, dat werd uitgezonden door het ZDF.
Safranski is sinds 2012 Honorarprofessor (onbezoldigd hoogleraar) aan de Vrije Universiteit Berlijn.

## Werken
Safranski's populairste werken zijn zijn monografieën over Johann Wolfgang Goethe, Friedrich Schiller, E.T.A. Hoffmann, Arthur Schopenhauer, Friedrich Nietzsche en Martin Heidegger.

### Lijst van werken - niet volledig
- (de)  Einzeln sein. Eine philosophische Herausforderung. München, Carl Hanser Verlag, 2021 (Eenling zijn. Een filosofische uitdaging. Atlas Contact, 2022).
- (de)  Hölderlin: Komm! ins Offene, Freund! Biographie. München, Carl Hanser Verlag, 2019 ISBN 9783446264083. (Hölderlin: 'Kom! In het opene, vriend!' - biografie van een mysterieuze dichter, Atlas Contact, 2020).
- (de)  Zeit. Was sie mit uns macht und was wir aus ihr machen. München, Carl Hanser Verlag, 2015. ISBN 978-3-534-26759-0. (Tijd. Hoe tijd en mens elkaar beïnvloeden. Atlas Contact, 2016).
- (de)  Goethe. Kunstwerk des Lebens. München, Hanser. 2014. ISBN 9783596198382. (Goethe. Kunstwerk van het leven, Olympus 2019).
- (de)  Goethe und Schiller. Geschichte einer Freundschaft. München, Hanser. 2009. ISBN 978-3-446-23326-3, 2009th ISBN 978-3-446-23326-3.(Goethe en Schiller. De geschiedenis van een vriendschap, Olympus, 2020)
- (de)  Romantik. Eine deutsche Affäre (Romantiek - een Duitse affaire). München ua, Hanser. Munich, Hanser. 2007. ISBN 978-3-446-20944-2, 2007th ISBN 978-3-446-20944-2 [Review: Hans-Dieter Gelfert in The Berlin Review of Books, 30 November 2009][1]
- (de)  Schiller als Philosoph - Eine Anthologie (Schiller als filosoof - een anthologie). Berlin, wjs-Verlag. 2005. ISBN 3-937989-08-0, 2005th ISBN 3-937989-08-0.
- (de)  Schiller oder die Erfindung des Deutschen Idealismus (Schiller of de uitvinding van het Duits idealisme). München, Hanser. 2004. ISBN 3-446-20548-9 [Recensie: Manfred Koch in de NZZ, 25 september 2004, ISBN 3-446-20548-9.
- (de)  Wieviel Globalisierung verträgt der Mensch? München, Carl Hanser Verlag, 2003, ISBN 9783446202610.
- (de)  Friedrich Nietzsche, Biographie seines Denkens (Biografie van zijn denken). München, Hanser. 2000. ISBN 3-446-19938-1 [Recensie: Ijoma Mangold in Berliner Zeitung, 18 augustus 2000, ISBN 3-446-19938-1.
- (de)  Das Böse oder Das Drama der Freiheit (Het kwaad en het drama van de vrijheid). München, Hanser. 1997. ISBN 3-446-18767-7 [Recensie: Micha Brumlik in Die Zeit, 19 september 1997, ISBN 3-446-18767-7.
- (de)  Ein Meister aus Deutschland. Heidegger und seine Zeit. (Heidegger en zijn tijd). München, Hanser.
- (de)  Wieviel Wahrheit braucht der Mensch? Über das Denkbare und das Lebbare (Hoeveel waarheid hebben mensen nodig? Over het denkbare en het leefbare - vertaling Kees Vuyk). München, Hanser. 1990. ISBN 3446160450.
- (de)  Schopenhauer und die wilden Jahre der Philosophie (Schopenhauer en de woelige jaren van de filosofie). Eine Biographie. A biography. 2. 2. Aufl. München, Hanser. 1988. ISBN 3-446-14490-0, 1988th ISBN 3-446-14490-0.
- (de)  E.T.A. Hoffmann. Das Leben eines skeptischen Phantasten. München, Hanser. 1984. ISBN 3-446-13822-6, 1984th ISBN 3-446-13822-6. (E.T.A. Hoffmann. Het leven van een sceptische fantast, Atlas Contact, 2019)

## Voetnoten
1. ↑  The Berlin Review of Books zie hier d.d. 30 november 2009

## Luisterboek
- Klassiker! Über die Literatur und das Leben. Rüdiger Safranski im Gespräch mit Michael Krüger und Martin Meyer. Random House Audio, 2019

- Bibsys: 90058840
- Biblioteca Nacional de España: XX1104240
- Bibliothèque nationale de France: cb119863312 (data)
- Catàleg d'autoritats de noms i títols de Catalunya: 981058528201006706
- CiNii: DA02416134
- Digitale Bibliotheek voor de Nederlandse Letteren: safr001
- Gemeinsame Normdatei: 115680667
- International Standard Name Identifier: 0000 0001 2130 284X
- Library of Congress Control Number: n85802283
- Nationale Bibliotheek van Letland: 000036969
- MusicBrainz: af687977-26c1-4023-879f-ca591a9b6b46
- Bibliotheek van het Japanse parlement: 00474295
- Nationale Bibliotheek van Tsjechië: skuk0004953
- Nationale bibliotheek van Australië: 36226227
- Nationale Bibliotheek van Israël: 987007267314305171
- Nationale Bibliotheek van Polen: a0000002918962
- Nationale en Universitaire bibliotheek Zagreb: 000195445
- Nederlandse Thesaurus van Auteursnamen: 07484959X
- Istituto Centrale per il Catalogo Unico: MILV088919
- LIBRIS: 219820
- Système universitaire de documentation: 02792484X
- Trove: 1232842
- Virtual International Authority File: 44307526
- WorldCat: E39PBJxMkQkc8ChPrC7tQrPWjC